# جون غيليز
جون غيليز (بالإنجليزية: Jon Gillies)‏ هو لاعب هوكي الجليد أمريكي، ولد في 22 يناير 1994 في كونكورد في الولايات المتحدة.

## وصلات خارجية
- جون غيليز على موقع دوري الهوكي الوطني (الإنجليزية)
- جون غيليز على موقع EliteProspects.com (الإنجليزية)
- جون غيليز على موقع Eurohockey.com (الإنجليزية)
- جون غيليز على موقع HockeyDB.com (الإنجليزية)
- جون غيليز على موقع Hockey-Reference.com (الإنجليزية)